# Два кроки до тиші
«Два кроки до тиші» — радянський художній фільм 1991 року, знятий режисером Юрієм Тупицьким на кіностудії «Ехо».

## Сюжет
Афганістан. Лютий 1989 року. Останні дні перебування радянських військ у чужій країні. Незабаром додому, але війна ще триває. І багато хто задається питанням: хто ти — загарбник чи визволитель?

## У ролях
- Олег Савкін — лейтенант Князєв
- Олена Ковальова — Олена
- Олексій Булдаков — Руденко
- Олексій Горбунов — Іващенко
- Михайло Гілевич — Корж
- Єгор Грамматиков — Субботін
- Мерджен Ніязбердиєва — Гюлі
- Юсуп Кулієв — Махкам
- Максим Ждановських — Гліб
- Микола Боклан — Толмачов
- Шохрат Курбангельдиєв — Расулов
- Алламурад Хумматбердиєв — Хікмотулло
- Г. Аннадурдиєв — епізод
- В. Гельдієв — епізод
- Іслам Ісламов — епізод
- Олександр Григор'янц — начальник штаба
- Е. Котенко — епізод
- Олег Троцевський — епізод
- Сергій Шебеко — епізод

## Знімальна група
- Режисер — Юрій Тупицький
- Сценаристи — Андрій Дмитрук, Ігор Курбангалієв, Фаріт Курбангалієв
- Оператор — Сергій Борденюк
- Композитор — Ігор Поклад
- Художник — Віталій Ясько